# Carlo III di Borbone-Montpensier
Carlo III di Borbone, ovvero Carlo di Borbone-Montpensier, conosciuto anche come Conestabile di Borbone (Montpensier, 17 febbraio 1490 – Roma, 6 maggio 1527), è stato un condottiero francese, conte di Montpensier, duca di Borbone e delfino d'Alvernia. Fu uno dei più importanti militari delle Guerre d'Italia e l'ultimo grande feudatario ribelle del Regno di Francia.
Servì da cavaliere il Regno di Francia sotto Luigi XII, successivamente servì ancora durante il regno di Francesco I che lo nominò nel 1515 Connestabile di Francia; i contrasti con il sovrano lo porteranno, nel 1523, a passare nelle file di Carlo V che lo nominò Generalissimo e Luogotenente Generale dell'Impero in Italia. Partecipò a tutte le più importanti battaglie della sua epoca: nel 1525 a Pavia sconfisse e catturò lo stesso Francesco I, nel 1527 condusse le truppe imperiali fino a Roma che fu saccheggiata; morì proprio durante l'assedio colpito da una palla d'archibugio.

## Biografia

### Origini
Carlo III di Borbone nacque a Montpensier nel 1490, terzo nascituro di Gilberto di Montpensier e Chiara Gonzaga, era il secondo figlio maschio della coppia. Il padre Gilberto era capitano di cavalleria e combatté prima contro le armate di Carlo il Temerario, poi contro Francesco II di Bretagna durante la guerra franco-bretone, infine fu al seguito di Carlo VIII nella sua discesa in Italia, dove nominato Viceré di Napoli, nel 1495 sconfisse Consalvo de Cordoba e il Re di Napoli Ferdinando II nella prima battaglia di Seminara. Morì di febbri l'anno seguente, nei pressi di Pozzuoli. I titoli passarono al fratello maggiore Luigi II che però morì a Napoli senza eredi, durante la seconda Guerra d'Italia nel 1501. L'eredità passò quindi a Carlo.
Nel 1505, sposò la cugina Susanna, figlia di Pietro II di Borbone, e divenendo così titolare di tutti i diritti della linea ducale dei Borbone in Francia. La moglie gli diede tre figli, tutti morti: François, conte di Clermont (1517 – 1518), e due gemelli nati morti nel 1518. Il matrimonio fu unicamente una questione d'interesse poiché Susanna di Borbone era considerata donna priva di fascino, ma la sua dote era tanto ricca che dopo il matrimonio Carlo III divenne l'uomo più ricco del Regno di Francia.

### Le Guerre d'Italia al servizio del Regno di Francia
Al pari del padre e del fratello combatté nelle Guerre d'Italia. Nel 1507 fu al seguito di Luigi XII al suo ingresso a Genova, due anni dopo prese parte alla vittoriosa battaglia di Agnadello dove l'esercito francese travolse quello veneziano. Nel 1512 fu ancora in Italia al seguito del Duca di Nemours, nella fulminea campagna che guadagnò al giovane generale il soprannome di "Folgore d'Italia". Partecipò alla liberazione di Bologna assediata dagli Imperiali, al sacco di Brescia e infine fu al comando di 50 lance facenti parte l'avanguardia nella sanguinosa giornata di Ravenna dove la vittoria francese fu intaccata dalla morte del giovane generale Gaston de Foix. Nello stesso anno Luigi XII lo nominò Governatore della Linguadoca e con questa carica difese i confini della Navarra minacciati dalla Spagna.
Nel 1515 fu alla difesa della Borgogna contro gli attacchi Imperiali, sempre nello stesso anno seguì il nuovo sovrano Francesco I nell'ennesima discesa in Italia. Il 13 e il 14 settembre combatté a Marignano contro le fanterie svizzere in quella che il Trivulzio definì la "Battaglia dei Giganti". Lo scontro che durò per ben due giorni vide infine la vittoria francese, determinata anche dall'intervento della cavalleria veneziana guidata da Bartolomeo d'Alviano che all'alba del secondo giorno caricò alle spalle gli svizzeri. Alla fine della battaglia si contarono complessivamente quasi 20.000 tra morti e feriti, l'armata svizzera aveva perduto non meno del 30% dei suoi effettivi, quella francese circa il 15%. Fu una battaglia estremamente importante, sia per gli effetti che avrebbe avuto sulle sorti della Lombardia e dell'Italia tutta, ma anche per la sua enorme valenza simbolica poiché a seguito della vittoria il monarca francese Francesco I fu fatto cavaliere sul campo dal cavalier Baiardo; per i meriti conseguiti nella campagna Carlo III fu nominato Connestabile di Francia e Viceré di Milano, poiché capitano dell'avanguardia aveva retto l'urto del primo giorno e gran parte della vittoria fu suo merito. Durante lo scontro gli morì il fratello Francesco, Duca de Châtellerault.
Rimase in Lombardia sino all'anno successivo, difendendone i confini contro gli Imperiali. Nel 1516 fu richiamato in Francia dal Re.
Nel 1521 scongiurò l'avanzata imperiale in Piccardia e conquistò Bouchain e Hédin. Tuttavia il Re non lo nominò capitano dell'avanguardia, grado connesso alla carica di Connestabile, riservando tale onore a Carlo IV di Conte d'Alençon.

### Contrasti con il Re di Francia
Il 28 aprile 1521 moriva Susanna di Borbone, nel suo testamento confermava quanto donato a Carlo III in occasione del matrimonio. Il Connestabile diveniva a tutti gli effetti il signore più ricco e potente dell'intero Regno di Francia. Francesco I allora impose che tutti i feudi ereditati dalla moglie, originariamente compresi nel demanio reale, rientrassero nella disponibilità della Corona, per diritto di devoluzione. A queste rivendicazioni si aggiunsero anche quella della madre del Re, Luisa di Savoia, che reclamava alcuni feudi in quanto cugina germana di Susanna di Borbone.
Nel gennaio 1522 il Re promosse il processo innanzi al parlamento di Parigi, ma poiché impaziente di raggiungere un verdetto fece sequestrate le terre senza che fosse stata emessa alcuna sentenza.
Intanto il Connestabile dava inizio alle trattative segrete con il Re d'Inghilterra Enrico VIII e con l'Imperatore Carlo V tramite Adrien de Croy, signore di Beaurein e primo maggiordomo dell'Imperatore. Il 18 luglio 1522 fu concordato quanto segue: Enrico VIII avrebbe garantito la sua neutralità a Francesco I che così assicurati i confini settentrionali del Regno sarebbe potuto partire per le campagne militari in Italia, Nel frattempo il Borbone alla testa di 12.000 fanti, stipendiati dall'Impero, sarebbe entrato nelle sue terre di Borgogna e del Lionese così da sollevare le regioni contro il Re. Alla fine di tale operazione al Borbone sarebbe toccata la Contea di Provenza, permutando però il titolo di Conte con quello di Re. A impegnare ulteriormente i congiurati il Connestabile di Borbone obbligò Carlo V a promettergli in sposa la sorella Eleonora d'Asburgo, vedova del Re di Portogallo Manuele I di Aviz.
Quando il Re a capo dell'esercito giunse a Moulins e richiese il servizio alle armi del Borbone, questi si finse malato. Francesco I, che già nutriva qualche dubbio sulla fedeltà del Connestabile, andò personalmente a fargli visita e lì lo rese partecipe dei suoi sospetti, premettendo però che altri gli avevano insinuato il dubbio, poiché per quanto lo riguardava aveva già sperimentato più volte la sicura fedeltà del Connestabile. Carlo III gli rispose che ringraziava Dio per avergli concesso di servire un re tanto sincero e generoso e che non appena la salute glielo avesse permesso, si sarebbe subito recato a Lione e da lì avrebbe accompagnato il Re ovunque volesse. Il sovrano gli offrì allora di dividere con lui il comando dell'esercito.
Pochi giorni dopo, in seguito alla scoperta di alcune lettere segrete, la congiura fu svelata e gran parte dei congiurati arrestati. Il Re mandò Aymar de Prie, Signore di Montpopon alla testa di 500 cavalli e 4000 fanti ad arrestare il Borbone a Moulins, ma troppo tardi poiché il Connestabile era già fuggito nella Franca Contea.
Francesco I decise allora di rinunciare personalmente alla marcia verso la penisola e così trattenne in Francia parte delle truppe destinate all'invasione. Affidò il resto dell'esercito all'Ammiragio di Francia Guglielmo Bonnivet, che proseguì l'avanzata verso Novara.
Tutti i titoli, le onorificenze e i privilegi del Borbone furono revocati, le terre e i feudi confiscati e integrati nei domini reali.

### Al servizio di Carlo V
In Borgogna il Connestabile non riuscì nei suoi propositi di sollevazione per mancanza di denari, parte della truppe tedesche che Carlo V gli aveva inviato disertarono, mettendosi poi a disposizione del Re di Francia. Dalla Borgogna il Connestabile raggiunse Milano dove si incontrò con l'Imperatore, ma questi non volle mandarlo in Spagna, dove l'esercito si preparava a invadere la Francia da sud, poiché temeva che la sua dislocazione su quel fronte lo avvicinasse troppo alla sorella Eleonora che il Borbone contava di sposare, ma che Carlo V indugiava a concedere; a tal fine lo nominò Generalissimo delle Armate Imperiali e Luogotenente Generale dell'Impero in Italia, convincendolo così a rimanere a Milano.
Intanto i francesi occuparono Lodi e assediarono Cremona ma le piogge torrenziali li costrinsero a rinunciare. L'Ammiraglio Bonnivet resosi conto delle difficoltà che avrebbe comportato assaltare Milano decise di prendere la città per fame e così distrusse le macine dei mulini, deviò le acque dei canali e dispose le truppe tra Monza e Milano in modo da bloccare tutte le provvigioni che rifornivano la città da Pavia e Lodi. L'esercito imperiale sotto le direttive di Prospero Colonna si dedicò a repentine azioni di disturbo finalizzate a impedire il vettovagliamento dei francesi, impegnandoli in piccoli scontri e imboscate. All'arrivo dell'inverno l'esercito francese era tanto logorato che l'Ammiraglio dispose la ritirata, dividendo le truppe tra Biagrassa e Rosate e lì licenziò svariati battaglioni di fanteria in attesa dei rinforzi che Francesco I gli aveva promesso. Le truppe imperiali si mossero e riconquistarono parte dei borghi presi dai francesi. L'Ammiraglio Bonnivet comandò quindi che l'esercito si riunisse a Biagrassa, il borgo di Rosate e le campagne circostanti furono bruciate ma l'avanzata imperiale costrinse i francesi a ritirarsi ulteriormente per evitare l'isolamento. Quando l'esercito francese raggiunse Novara il suo potenziale bellico era decisamente diminuito poiché oltre alle fanterie licenziate, non pochi cavalier avevano ripreso la via della Francia. Tuttavia giunse notizia che le fanterie svizzere pagate da Francesco I avevano raggiunto Ivrea e così Bonnivet ansioso di riunire le truppe si portò a Romagnano e lì ordinò che si gettasse un ponte sul Sesia nei pressi di Gattinara. Intanto l'esercito imperiale comandato dal Connestabile di Borbone e Carlo di Lannoy Viceré di Napoli raggiunse Romagnano. Quando gli imperiali si accorsero che i francesi avevano già passato il fiume inviarono alcuni squadroni di cavalleggeri e tiratori all'inseguimento finché questi non incontrarono la retroguardia francese e cominciarono le scaramucce. I francesi ressero agli attacchi degli Imperiali, continuando a ritirarsi in formazione di marcia, ma abbandonarono sette pezzi di artiglieria e le relative munizioni. L'esercito francese raggiunse Gattinara e lì simulò di far campo, ma in realtà le truppe si mossero fino a Rovasenda dove finalmente si fermarono. L'indomani gli eserciti si scontrarono nuovamente, i francesi ripresero la marcia in formazione da battaglia, i battaglioni svizzeri schierati nella retroguardia respinsero gli attacchi dei fanti e della cavalleria, poi sopraggiunse Fernando d'Avalos con i suoi cavalleggeri che rinvigorirono l'attacco imperiale., L'Ammiraglio Bonnivet venne ferito e il comando passò al Cavalier Baiardo, il quale proteggendo la ritirata francese venne colpito alla schiena da un colpo d'archibugio. Il Connestabile di Borbone, che conosceva bene il cavaliere in quanto suo compagno d'armi in svariate battaglie, raggiunse il moribondo a cui offrì le cure dei propri chirurghi. Il Cavalier Baiardo rispose che lo lasciasse pur morire, poiché egli moriva da uomo retto mentre per Carlo provava pietà, poiché serviva contro il suo Re e la sua terra e il suo giuramento. Il Borbone rimase turbato dalle parole del cavaliere morente, ma ciò non gli impedì di continuare l'inseguimento dell'esercito francese finché questi non gli offrì la battaglia che però gli imperiali rifiutarono. I francesi si ritirarono e il Connestabile convinse l'Imperatore Carlo V che i tempi fossero maturi per portare la guerra direttamente in Francia.

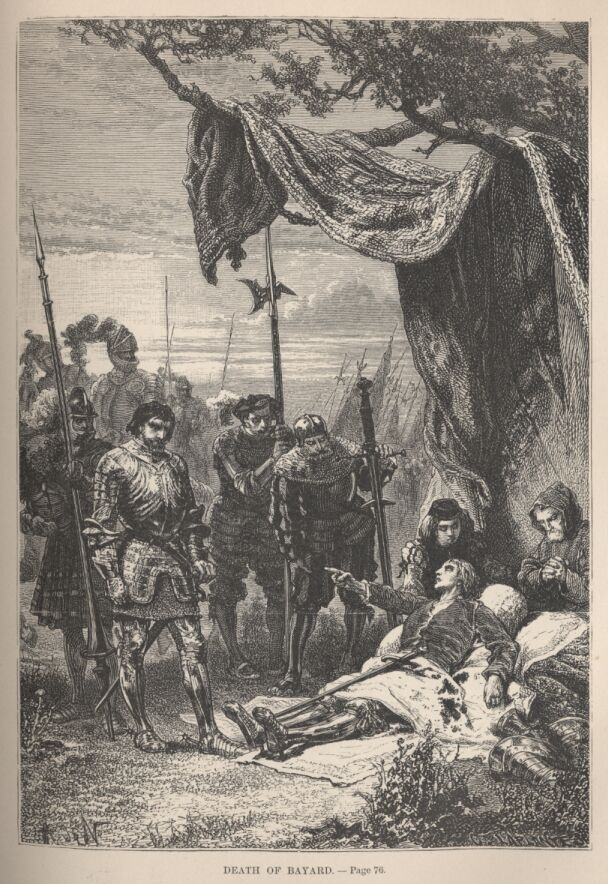
Il Connestabile di Borbone davanti al Cavalier Baiardo ferito alla battaglia di Romagnano

Il 25 maggio del 1524 fu convenuto che il Connestabile entrasse in Francia con parte dell'esercito stanziato in Italia; che Enrico VIII d'Inghilterra pagasse centomila ducati per le spese di guerra del primo mese e che per i seguenti decidesse se continuare con eguali pagamenti oppure avanzare in Francia dal nord con il proprio esercito; che in caso di vittoria al Borbone fossero restituite le terre, compresa la Provenza di cui sarebbe divenuto Re e in questa veste giurasse fedeltà al Re d'Inghilterra nominato Re di Francia, previo pagamento da parte di questi di centomila ducati. Fu anche imposto al Borbone il divieto di trattare personalmente col Re di Francia senza il benestare del Re d'Inghilterra e di Carlo V. Inoltre venne richiesta l'assistenza economica di tutti quegli stati che in Italia si erano schierati contro la Francia, ma tale richiesta non fu accolta poiché il Papa Clemente VII rifiutò di aderire all'impresa considerando impossibile l'incoronazione di un inglese come Re dei francesi e stimando che al seguito di una tal faccenda la guerra avrebbe di nuovo dilagato in Italia.
Il Connestabile di Borbone si rifiutò di riconoscere Enrico VIII quale Re di Francia, tuttavia continuò con le pressioni su Carlo V affinché l'invasione avesse inizio, a questo fine predispose che le truppe una volta passato il confine marciassero verso Lione per via del seguito che il Borbone aveva in quelle terre. Tuttavia Carlo V dispose che l'esercito passasse per la Provenza data la vicinanza della regione con la Spagna e con l'Italia. L'esercito raggiunse Nizza il 1º luglio 1524, al comando oltre al Connestabile fu posto Fernando d'Avalos Marchese di Pescara, al quale fu conferito il grado di Capitano Generale dell'Impero poiché si rifiutava di servire ai comandi del Borbone, in quanto traditore del suo Re e già suo nemico in svariate battaglie. L'armata era composta da 500 uomini d'arme, 800 cavalleggeri, 4000 fanti spagnoli, 5000 fanti tedeschi e 3000 fanti italiani, Il 9 agosto il Borbone conquistò Aix-en Provence e da lì propose di avanzare lungo la valle del Rodano fino al cuore del Regno di Francia, ma i generali spagnoli si rifiutarono, poiché Carlo V gli aveva espressamente richiesto di conquistare Marsiglia, data la sua posizione strategica tra le coste italiane e quelle spagnole. L'assedio fu posto il 14 agosto e si risolse in una completa disfatta, le mura della città ressero il bombardamento e i soldati respinsero ogni tentativo di assalto aiutati dal popolo, devotissimo al Re di Francia. Inoltre Enrico VIII non pagò i ducati promessi all'esercito, né intraprese alcuna azione militare contro la Francia. Nel frattempo Francesco I raccoglieva il suo esercito ad Avignone e minacciava di muovere verso Marsiglia indisturbato. I generali imperiali si resero conto dell'impossibilità di persistere nell'assedio e il 29 settembre cominciarono la marcia di ritorno verso l'Italia. Francesco I decise allora di seguitare immediatamente la marcia verso la Lombardia al fine di riconquistare il ducato di Milano. L'esercito composto da 2000 lance e 20.000 fanti si mosse immediatamente, tanto che nel medesimo giorno in cui Fernando d'Avalos raggiungeva Alba, Francesco I entrava a Vercelli. Il Connestabile arrivò ad Alba il giorno seguente, al comando dei fanti tedeschi, subito ripartì per Voghera e da lì continuò fino a Pavia dove s'incontrò con il Viceré Carlo di Lannoy. I due generali decisero di sottrarre le truppe a un'eventuale battaglia campale, ritenendo più sicuro concentrarle nelle piazzeforti di Pavia, Lodi e Soncino. Intanto l'esercito francese entrava in Lombardia senza che nulla ne ostacolasse l'avanzata fino a Milano, che durante l'estate era stata flagellata dalla peste.
Francesco I fece campo a Milano e dispose parte dell'esercito all'assedio del castello difeso da 700 fanti spagnoli, poi volse il grosso della sua armata verso Pavia che raggiunse il 28 ottobre 1524 e mise immediatamente sotto assedio. Le artiglierie bombardarono le mura per più giorni ma la città risultò inespugnabile. Approfittando dell'assedio che si profilava lungo il Connestabile di Borbone raggiunse le terre dell'Impero e vi reclutò 500 cavalieri borgognoni e 6000 lanzichenecchi che condusse in Italia nel gennaio del 1525.

#### La Battaglia di Pavia

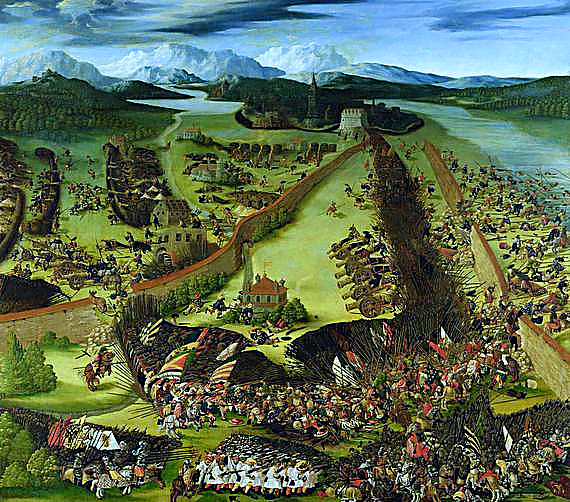
La battaglia di Pavia, Ruprecht Heller, Nationalmuseum Stoccolma

Il Borbone si congiunse a metà gennaio con le truppe del Marchese di Pescara in prossimità di Lodi, occuparono poi Sant'Angelo Lodigiano e i primi giorni di febbraio giunsero nei pressi di Pavia. L'armata contava all'incirca 30.000 uomini, compresi i 6000 di guarnigione, più 17 cannoni; erano quasi esclusivamente unità di fanteria: picchieri, alabardieri e archibugieri. Tuttavia questi soldati non ricevevano il soldo da tempo e l'armata imperiale rischiava di sfasciarsi da un momento all'altro per via delle diserzioni e degli ammutinamenti, a trattenere gli uomini fu necessario tutto il carisma e la fama dei capitani, per i quali divenne indispensabile sboccare la situazione in fretta e provocare battaglia, avendo nell'eventuale vittoria, l'unica speranza di sopravvivenza.
D'altra parte Francesco I aveva disposto che il suo esercito facesse campo nel Parco Ducale, l'attuale Parco della Vernavola a Mirabello. Il sovrano prese questa decisione in disaccordo con i suoi capitani più sperimentati, che avrebbero preferito ritirarsi su posizioni più difendibili, al fine di attendere senza troppo disturbo che l'esercito imperiale si sfaldasse per la mancanza di denaro e per le ristrettezze della stagione. Le sue forze contavano di 1300 lance, 10.000 fanti svizzeri, 5000 fanti francesi, 4000 lanzichenecchi, 7000 fanti italiani e 53 pezzi d'artiglieria.
I comandi imperiali concordarono con la guarnigione di Pavia comandata da Antonio de Leyva una sortita in contemporanea per la mattina del 25 febbraio. La notte del 24 i guastatori spagnoli aprirono tre brecce nelle mura del Parco Ducale da cui passarono i battaglioni che profittando delle nebbie si disposero intorno al campo francese, nascondendosi nei boschi della riserva senza esser notati.
Solo all'alba le vedette francesi si accorsero delle truppe nemiche, diedero immediatamente l'allarme ma ormai l'intero esercito imperiale era già avanzato oltre le mura. Francesco I credendo si trattasse di un singolo battaglione mandato in avanscoperta, si affrettò ad armarsi e si mise alla testa di una prima carica di cavalleria mentre ancora la fanteria si stava armando. La carica francese disperse i battaglioni di alabardieri e archibugieri che avanzavano e ributtò indietro la cavalleria spagnola per due volte, ma tra la nebbia del mattino Francesco I non si rese conto dell'entità delle forze nemiche che lo attendevano. Mentre le artiglierie cominciavano il tiro sui fanti imperiali, la cavalleria francese pregustando già la vittoria si portò troppo avanti chiudendo il tiro ai cannoni e priva di coperture si trovò a tiro degli archibugieri spagnoli che gli rovesciarono contro diverse scariche di proiettili, uccidendone in gran numero. Intanto dalle mura di Pavia veniva dato il segnale, le fanterie furono fatte avanzare e Antonio de Leyva uscì dalla rocca con le sue truppe prendendo i francesi alle spalle. Il Borbone al comando dei lanzichenecchi si scontrò con le fanterie comandate da Francesco di Lorena e dall'inglese Richard de La Pole, i tedeschi travolsero i francesi e sfondarono il fronte fino alle retrovie dove misero in fuga le fanterie svizzere. Intanto la cavalleria imperiale si riorganizzò e accorse a supportare l'azione di sfondamento della fanteria. Due ore dopo la disfatta francese era totale: i fanti sconfitti, la cavalleria massacrata, le fanterie svizzere in fuga. Francesco I continuò a combattere finché il cavallo non gli fu ucciso e gli spagnoli gli furono addosso. Poiché il Re continuava a lottare, pur ferito e circondato dagli spagnoli, un francese che al seguito del Connestabile si era messo al servizio di Carlo V, tal Pumperant, lo scongiurò di arrendersi al suo signore Carlo III di Borbone, Francesco I rifiutò categoricamente, rispondendo che si sarebbe arreso solo al Viceré Carlo di Lannoy al quale consegnò la spada. La battaglia fu disastrosa per l'esercito francese che perse tra i 6000 e i 10000 uomini. Il Re fatto prigioniero fu tradotto a Pizzighettone, dove il Borbone lo raggiunse accompagnato dal Viceré per offrirgli la libertà in cambio dei feudi e dei titoli revocati, della cessione della Borgogna e della Provenza in qualità di Re. Francesco I rifiutò categoricamente, rispondendo che preferiva morire prigioniero piuttosto che cedere parte del suo Regno.

#### Le trattative con Francesco I e il Trattato di Madrid

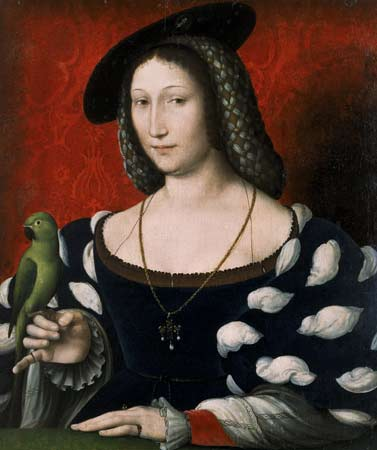
Marguerite d'Angoulême, Jean Clouet.

Francesco I fu condotto a Madrid. Profittando della prigionia del sovrano francese il Connestabile preparò l'esercito a una nuova avanzata in Francia, ma l'Imperatore bloccò l'iniziativa poiché erano cominciate le trattative di pace tra lui e il Re; il Connestabile fu richiamato in Spagna per partecipare ai negoziati.
Carlo III giunse in Spagna mesi dopo, il 15 di novembre del 1525. Fu accolto con tutti gli onori da Carlo V, la nobiltà spagnola invece non lo degnò di alcun riguardo, disprezzando il suo tradimento e invidiando l'influenza che egli esercitava negli affari dell'Impero e la fama che il francese aveva conquistato nei tanti fatti d'arme. Carlo V ottenne dal Connestabile il permesso di maritare al Re di Francia la sorella, promessagli in sposa; in cambio il Connestabile avrebbe sposato Margherita d'Angoulême sorella di Francesco I, oltre alla restituzione di tutti i suoi feudi e la promessa del Ducato di Milano. Sottoscritti gli impegni Carlo III tornò in Italia.
L'accordo fu ratificato a Madrid il 14 gennaio 1526, il testo prevedeva che il Francesco I rinunciasse a tutte le sue pretese sul Ducato di Milano, sul Regno di Napoli, su Genova, Asti e sulle Fiandre e l'Artois; che cedesse la Borgogna all'Impero e rinunciasse alle sue pretese sulla Navarra; riabilitasse il Connestabile in tutti i suoi feudi e i suoi titoli oltre alla cessione della Contea di Provenza, di cui egli sarebbe divenuto Re. Il Re di Francia si impegnava altresì a sposare Eleonora d'Asburgo. A garanzia di quanto pattuito, la liberazione del Re sarebbe stata compensata dalla consegna dei due figli di lui che Carlo V avrebbe trattenuto finché il Parlamento di Parigi non avesse sottoscritto le clausole del trattato.
L'Imperatore inviò un'ambasceria presso il Papa Clemente VII a informarlo delle proprie intenzioni, attendendo che questi gli rispondesse bloccò ogni altra attività, con gran tormento per il Connestabile che voleva sposarsi quanto prima con Margherita d'Angoulême.
Nel gennaio del 1526 il Papa Clemente VII scrisse all'Imperatore una lettera di proprio pugno dove chiedeva di riconsiderare la posizione di Francesco II Sforza, che pochi mesi avanti aveva tentato di riprendersi il ducato e si trovava adesso accusato di lesa maestà. L'Imperatore si risolse a dichiararsi disposto a restituire Milano allo Sforza se secondo giustizia fosse stato reputato innocente dalle accuse, in caso contrario il Ducato sarebbe spettato al Borbone. Tale politica, che tradiva la volontà di tenere le province italiane in una posizione di subalternità rispetto all'Impero, non fu gradita nella penisola.
Il 18 marzo 1526 Francesco I tornò in Francia, lasciando in ostaggio i due figli Francesco e Enrico II.

#### Lega di Cognac e ripresa della guerra

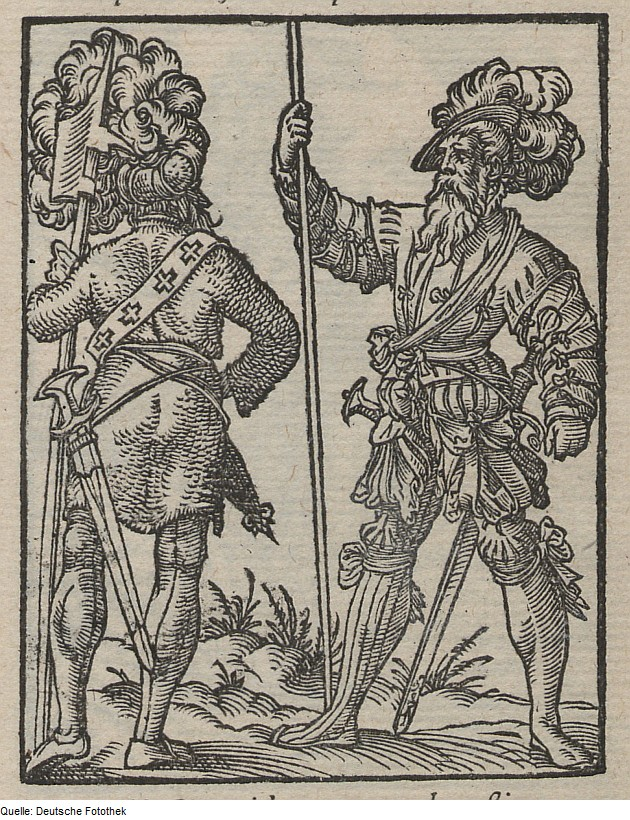
Lanzichenecchi, Jost Amman.

Non appena rientrato in Francia il Re si affrettò a dichiarare che il trattato gli era stato estorto con la forza e che per tanto era da ritenersi nullo e contando sui fermenti antimperiali che covavano in Italia raccolse una nuova armata. La lega si formò il 22 maggio del 1526, l'alleanza impegnava la Repubblica di Firenze, la Repubblica di Venezia, Il Ducato di Milano, Il Regno di Francia e lo Stato Pontificio in funzione antiasburgica.
Nel giugno del 1526 i collegiati italiani entrarono in Lombardia, l'esercito veneziano penetrò da est, quello pontificio da sud per un totale di 22 000 uomini al comando di Francesco Maria Della Rovere, Duca di Urbino. I piani prevedevano di soccorrere Francesco II a Milano prima che il Connestabile occupasse la città. Tuttavia Carlo III alla testa di 8000 uomini sbarcati da Genova mosse con incredibile velocità dalla Liguria e penetrò in Lombardia fino a Milano che occupò, costringendo Francesco II ad asserragliarsi nel castello dove attese invano i rinforzi. A Milano la situazione si fece insopportabile per gli abitanti vessati dalla presenza di un esercito non pagato che alloggiava dentro la città. I deputati dichiararono le rimostranze al Borbone che chiese alla città la somma di 30.000 ducati, equivalente alla paga di un mese, al fine di provvedere a dislocare le truppe fuori dalle mura cittadine. La città corrispose la somma, ma il Borbone non dislocò che una parte dell'armata, mantenendo la presenza delle truppe nella città. Il 24 luglio Francesco II ormai stremato consegnò il castello al Connestabile. Carlo V inviò allora un corpo di spedizione di 12.000 lanzichenecchi guidati da Georg von Frundsberg a far da rinforzo all'armata del Borbone per un'eventuale offensiva, ma il loro congiungimento fu reso impossibile dall'azione di Giovanni dalle Bande Nere che tallonava con i suoi cavalleggeri le colonne tedesche, costrette così a ripiegare verso il Po. Il 25 novembre 1526 i lanzichenecchi del Frundsberg, dopo essere stati riforniti di artiglierie dal Duca di Ferrara Alfonso d'Este, si scontrarono con le bande di Giovanni de' Medici in quella che viene ricordata come la battaglia di Governolo. Nella mischia il generale fiorentino cadde ferito alla gamba da un colpo di falconetto. Di quella ferita morirà pochi giorni dopo. La morte del brillante condottiero provocò l'immediato attenuarsi della pressione che le armate collegiate esercitavano su Milano, il Connestabile quindi preparò l'esercito e il 14 dicembre ricevette la lettera del Frundsberg, accampato presso Firenzuola, che gli chiedeva come consigliasse di procedere nella campagna, sottolineando le misere condizioni cui erano costretti i soldati per via delle nevi e delle imboscate; Carlo III si mise in marcia immediatamente, inviando subito 600 cavalieri a Firenzuola. Ma i fanti spagnoli lamentarono il mancato pagamento degli stipendi e così il Connestabile non riuscì a partire prima del 30 gennaio. Il 7 febbraio raggiunse il Frundsberg nei pressi di Piacenza e lì fu deciso di portare la guerra a sud, marciando verso una non meglio precisata località del centro Italia.
L'esercito si mise in marcia il 22 novembre, forte ormai di 18.000 uomini.

#### Il Sacco di Roma e la morte

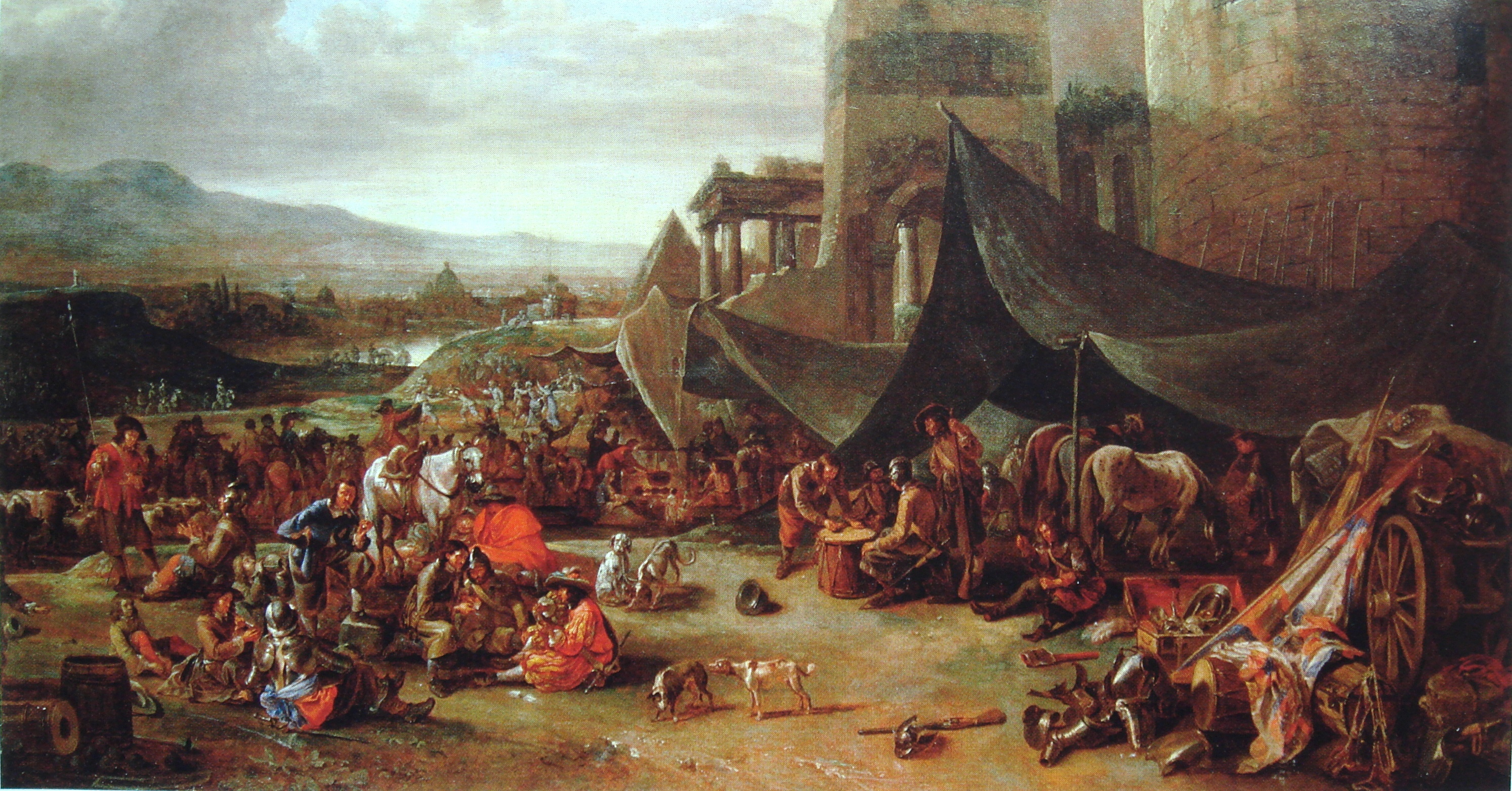
Il Sacco di Roma del 1527, Johannes Lingelbach.

Data la mancanza di stipendi, l'unico modo per tenere unita l'armata fu quella di promettere loro un lauto bottino, che non tardò a identificarsi con la città di Roma. Le fanterie tedesche inoltre erano tutte di fede riformata e ai loro occhi l'eventuale saccheggio della città santa assumeva la valenza del castigo divino per l'opulenza della chiesa cattolica. Non è certo se Carlo V fosse a conoscenza dell'intento dei luterani di assediare Roma, anche se pare poco verosimile che ignorasse del tutto l'eventualità.
Il 7 marzo a seguito di un breve scontro con i collegiati, l'esercito fece campo a San Giovanni, nel bolognese. Pochi giorni dopo i fanti spagnoli insorsero nuovamente per via dei pagamenti ancora non pervenuti, e da loro la ribellione dilagò per tutto il campo; il Frundsberg tentò di placare gli animi, raccogliendo i suoi lanzichenecchi e promettendo loro di resistere per un altro mese, poiché il pagamento non avrebbe tardato oltre. Ma i soldati alzarono le alabarde contro il loro comandante chiedendo che gli fosse pagato quanto pattuito; l'anziano capitano vedendo i suoi uomini puntargli le armi contro si accasciò colpito da infarto. Dovette lasciare la guida dell'esercito.
Il Connestabile di Borbone rimase l'unico comandante alla guida dell'armata; conscio della situazione gravissima in cui versava l'intero esercito, si mosse a marce forzate verso gli Appennini, saccheggiando borghi e villaggi al fine di quietare le truppe. Le piogge torrenziali lo costrinsero a rimandare a Ferrara l'artiglieria che non poteva trasportare oltre viste le condizioni della strade. Il 25 aprile passò l'Arno e dalla Val di Chiana raggiunse la via Cassia, da qui entrò nel viterbese dimostrando un'incredibile capacità di manovra e una velocità di marcia straordinaria. Inoltre la sua armata andava ingrandendosi poiché vi si aggiunsero 15.000 tra soldati disoccupati, avventurieri e briganti. La discesa del Connestabile fu tanto rapida che quando questi raggiunse Isola Farnese, l'esercito pontificio era ancora nei dintorni di Cortona.

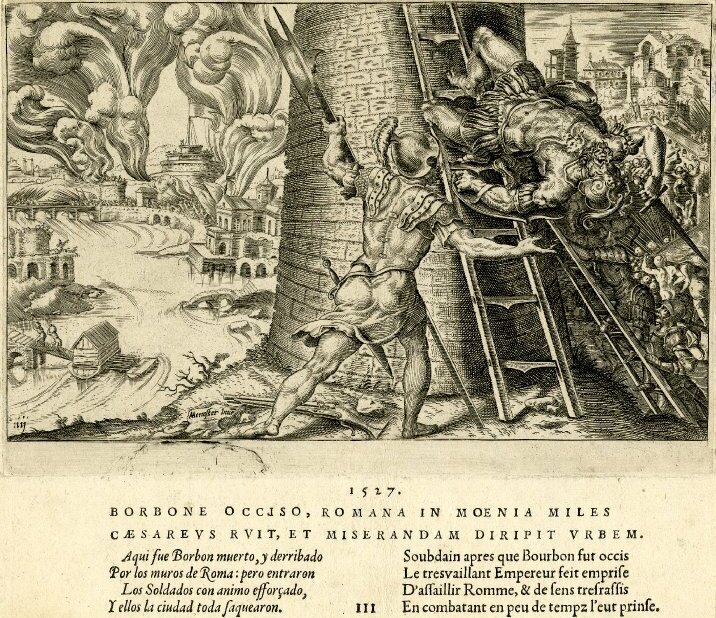
La morte di Borbone, Hieronymus Cock

Nell'armata oltre al Borbone erano presenti Filiberto di Chalon al comando della cavalleria, Fabrizio Maramaldo, Ferrante I Gonzaga, Luigi Gonzaga il Rodomonte, Francisco de Carvajal, Alfonso d'Avalos e il cardinal Pompeo Colonna.
Il 5 maggio l'armata imperiale raggiunse il Gianicolo. Carlo III ben si rendeva conto che la sua situazione era quanto mai precaria. I suoi uomini erano esausti e l'esercito era privo di artiglierie, il morale troppo basso perché si ponesse un assedio lungo. Decise così di dar subito assalto alle mura della città, confidando in una rapida vittoria, altrimenti sarebbe stata la disfatta. Quella stessa sera, prima di concedere il riposo alle truppe, disse loro:
"Se io non conoscessi, signori e commilitoni miei carissimi, la virtù e la ferocia vostra, insieme al modo di entrare facilmente in Roma, userei oggi quelle parole che più volte rivolsero per molto minori difficoltà molti imperatori ai loro eserciti: parole che li spinsero a facili vittorie. Ma poiché sono certissimo che sarebbe un aggiungere senza bisogno fuoco a fuoco, le porrò da parte, sapendo che gli uomini che nelle armi sono eccellenti non hanno bisogno di esser spronati. So inoltre che maggiori travagli e pericoli degli attuali non vi incuterebbero terrore né spavento. Ma sinceramente non riesco a vedere situazioni più gravi di quelle che avete fin qui sopportato, commilitoni miei, in tanti mesi di intollerabile fatica, povertà e fame per raggiungere queste mura. E vedo come liberamente sopportate le incredibili difficoltà attuali, in questo luogo sprovvisto di vettovaglie e senza la possibilità di avere subito un approvvigionamento. D'altra parte tornare indietro non possiamo né dobbiamo ipotizzarlo. Non c'è altra possibilità che passare il Tevere ed entrare a Roma. Ci troviamo con poche munizioni. E se non siamo circondati dall'esercito nemico non è perché quello non ha l'animo d'attaccarci, quanto perché chi lo guida ritiene che le nostre difficoltà possano farlo diventare vittorioso senza insanguinare le proprie spade. Si, il pericolo che stiamo attraversando è gravissimo, nessun famoso esercito si è trovato in simili frangenti; ma dovete comprendere che a nessuna nazione è capitato di avere così a portata di mano la più facile, la più giusta, la più ricca preda. Facilissima preda, dico, perché dove io vi condurrò a dare l'assalto le artiglierie non vi sono necessarie: con il vostro coraggio e la vostra destrezza potrete agevolmente salire sopra i bastioni e i ripari che vi indicherò, dentro quelle mura non ci sono più di tremila fanti non abituati a vedere morti e feriti (...) dentro quelle mura che voi dovete superare, vi sono rinchiusi il Papa e tanti cardinali, prelati, signori, cortigiani, mercanti, baroni con le loro innumerevoli ricchezze. E benché tanta inestimabile quantità d'oro e d'argento sia in parte il giusto premio alle vostre generose fatiche, nondimeno confesso di non ritenerla adeguata all'insuperabile audacia dell'animo vostro. Perché quando, signori e commilitoni miei, vi guardo in viso, leggo che vi sarebbe molto più grato che in Roma si trovassero parte di quegli imperatori che con le loro elette legioni, con le quali arrogantemente già si attribuirono il nome germanico, sparsero molte volte, nella vostra provincia e in Italia, il sangue dei vostri innocenti avi. Desiderio senza dubbio generoso, e conforme alla grandezza e nobiltà vostra. Ma per aver la natura in tanto tempo variato molto le umane cose, si trovano in quella città non uomini giusti o virtuosi, non pronti a mostrare la fronte e il ferro al nemico, non abituati a dominare generosamente questa o quella provincia; ma invece sono tutti immersi in un libidinoso ed effeminatissimo ozio, e sono totalmente dediti ad accumular ricchezze con frode, rapine e crudeltà, e sotto la pietà della cristiana religione ciascuno nasconde l'argento e l'oro. Signori miei, a voi la vendetta per le ingiurie passate e presenti, in modo che appena al nostro Imperatore sarà noto che nelle vostre mani ci sono il Papa e Roma, egli venga rapidamente qui non solo per premiare le vostre virtù ma anche per condurvi, appena saranno sottomesse l'Italia e la Francia, a debellare gli infedeli e a correre vittoriosi in tutta l'Asia e l'Africa dove allora avrete mille occasioni di mostrare ancora il vostro coraggio a tutto l'universo, e di superare facilmente la gloria e le ricchezze degli eserciti di Dario, del Magno Alessandro e di qualunque altro monarca."
Successivamente si confessò presso la chiesa di Sant'Onofrio al Gianicolo, al cappellano Michele Fortin cui affidò pure il testamento.
Nella città risiedeva momentaneamente anche Isabella d'Este, sposa di Francesco II Gonzaga e madre di Ferrante I Gonzaga, nonché cugina del Connestabile, al quale inviò una lettera informandolo di esser costretta in città. Il Borbone le rispose che in caso di assalto avrebbe dovuto resistere per un paio d'ore, il tempo necessario a organizzarsi per evitare saccheggi al suo palazzo.
All'alba del 6 maggio 1527 fu ordinato l'assalto. La fitta nebbia mattutina mascherò i movimenti delle truppe imperiali che scesero dal Gianicolo indisturbate senza che le artiglierie pontificie di Castel Sant'Angelo ne scorgessero la marcia. Quando si decise di far fuoco, si sparò alla cieca, tanto che alcune scariche finirono per colpire gli stessi difensori. Le scale furono posizionate sotto le mura e si iniziò l'assalto, i romani accorsero appena in tempo per rovesciare le scale e ributtare indietro gli assedianti. La battaglia continuò per circa un'ora tra tentativi di scalate e scariche d'artiglieria, senza che nessuna delle due parti guadagnasse significativi vantaggi. Il Borbone ordinò allora che una parte dell'armata al comando di Sciarra Colonna si portasse a nord del Vaticano, in prossimità di Ponte Molle; un'altra sarebbe dovuta attestarsi verso Porta Portuense, al fine di allargare il fronte dell'assalto. I romani tuttavia riuscirono ancora a respingere gli assedianti, conquistando pure qualche stendardo nemico.
Il Connestabile seguiva lo svilupparsi della battaglia a cavallo, ma vedendo gli squadroni di lanzichenecchi e quelli dei fanti spagnoli indietreggiare sotto le mura, scese da cavallo e afferrata una scala si mise alla testa degli assedianti nei pressi di Porta Torrione, non appena cominciò a salire sui pioli un colpo d'archibugio lo ferì al fianco, Carlo III cadde a terra e subito gli attendenti gli si fecero intorno, trascinandolo fuori dalla portata degli archibugi. Filiberto d'Orange, capitano della cavalleria e vice dell'esercito, accorse immediatamente dal generale ferito, mentre lo copriva con il mantello il Connestabile gli disse:
"Copritemi, soldati, che i nemici non sentano la mia morte: e seguitate animosamente l'impresa, che il danno mio non può ormai impedire a voi sì animosa e certa vittoria"
Il ferito fu condotto sul Gianicolo, nel convento di Sant'Onofrio. Il comando delle operazioni passò a Filiberto d'Orange. La notizia del ferimento del Borbone rincuorò i romani e destò scompiglio nell'armata imperiale, il nuovo generale aveva fama di cavaliere ma era giovane e non aveva esperienza di comando.
Poche ore dopo Carlo III di Borbone moriva. A rivendicare il colpo che lo uccise furono non meno di sei persone, tra cui lo scultore Benvenuto Cellini.
Gli scontri intanto proseguivano furiosi, la caduta del generale riaccese gli animi dei lanzichenecchi e degli spagnoli che si fecero onore di vendicarne l'uccisione, le mura del bastione Santo Spirito furono scalate, alcuni fanti iberici scovarono una finestra maldestramente camuffata attraverso cui riuscirono a penetrare dentro la città, nel giro di qualche ora il Borgo cadde in mano agli invasori, seguito entro la giornata da tutta Roma che fu messa a sacco e occupata sino al febbraio del 1528.

## Conseguenze della morte e considerazioni sul personaggio

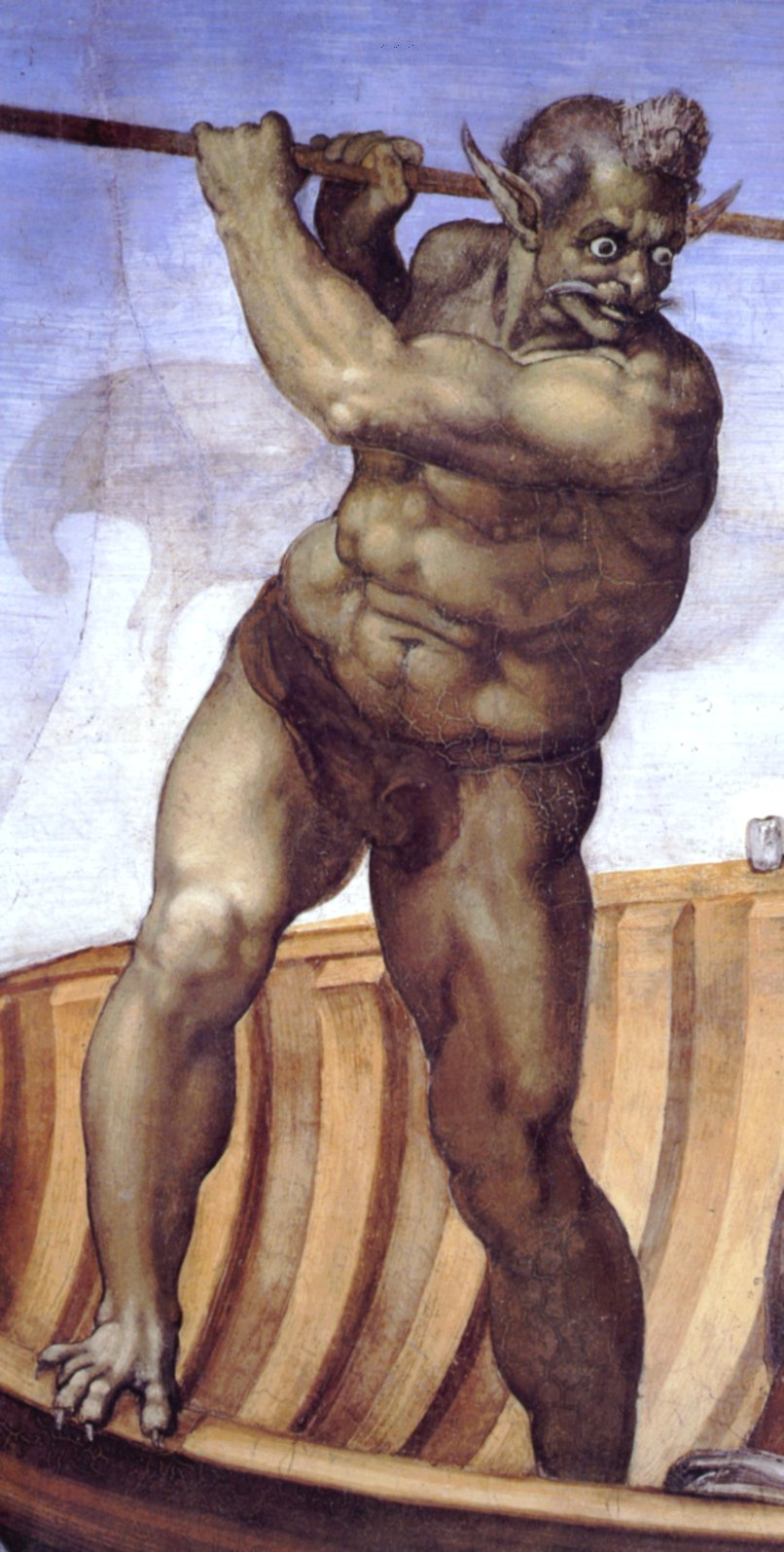
Caronte. Particolare del "Giudizio Universale" di Michelangelo.

La morte del Connestabile ebbe enormi ripercussioni, i soldati una volta occupata Roma si diedero al saccheggio della città senza freni poiché l'autorità di Filiberto di Chalon non era tale da poter porre vincoli. La situazione sfuggì talmente dai controlli dello stato maggiore imperiale che gli ordini vennero completamente ignorati e non era raro che i soldati combattessero tra loro per questo o quel bottino. Inoltre Carlo V non sapeva che seguito politico dare alla vittoria e così non fu convocato il concilio e il Papa non fu deposto, aggravando e trascinando così la già disperata situazione della città.
Carlo III di Borbone-Montpensier moriva senza eredi, la sua enorme eredità fu reintegrata nel demanio reale. La sua fama di condottiero, il fatto di aver tradito il proprio Re e di aver contribuito alla sua più grande sconfitta, ma ancor di più l'aver comandato un esercito, per gran parte luterano, contro Roma e il Papa, ne fecero una triste leggenda che per lungo tempo è stata ben viva nella memoria romana. Non a caso pare che Michelangelo abbia ritratto le sue sembianze nel Caronte del Giudizio Universale.
Tuttavia il Borbone non tradì per convenienza e guadagno, ma perché profondamente convinto delle sue ragioni. Egli voleva essere signore nelle sue terre e non poté tollerare l'affronto di Francesco I, non a caso in tutte le trattative cui partecipò si impegnò fondamentalmente affinché i suoi domini gli venissero restituiti, anche se non mancò di avanzare richieste ulteriori. Fu inoltre uno dei più brillanti generali del suo tempo, un ottimo uomo d'arme, e pur se inviso a molti nobili spagnoli, i soldati lo tennero sempre in gran considerazione e fiducia, tanto che accettarono più volte di seguirlo nelle sue campagne pur privi di stipendio e vettovaglie, a Roma incisero il suo nome sui muri e perfino sugli affreschi; vinse gran parte delle battaglie cui partecipò e nel caso della sua unica sconfitta, la spedizione in Provenza, fu contrario all'assedio di Marsiglia che si rivelò disastroso per l'armata e lo costrinse alla rapida ritirata in Italia. Dimostrò un gran rispetto verso gli sconfitti, a Rovasenda offrì i propri chirurghi al Cavalier Baiardo; in seguito alla Battaglia di Pavia supervisionò personalmente la sepoltura di Richard de la Pole.
Carlo V, appresa la notizia della morte del suo amico e generale, chiese a Filiberto di Chalon di erigere per il Connestabile una tomba trionfale a Milano, ma l'esercito imperiale lasciata Roma, trasportò la salma del Connestabile a Gaeta dove venne infine sepolta sotto un mausoleo nella cappella del castello. Nel 1562 il Concilio di Trento scomunicò il Connestabile, il corpo fu riesumato e quindi trasferito fuori dalla cappella.

## Ascendenza
|                                  |                      |                                  | Genitori                            |  |  | Nonni |  |  | Bisnonni              |  |  | Trisnonni           |  |
|                                  |                      |                                  |                                     |  |  |       |  |  | Giovanni I di Borbone |  |  | Luigi II di Borbone |  |
|                                  |                      |                                  |                                     |  |  |       |  |  | Giovanni I di Borbone |  |  | Luigi II di Borbone |  |
|                                  |                      | Anna di Forez                    |                                     |  |  |       |  |  | Giovanni I di Borbone |  |  |                     |  |
| Luigi I di Montpensier           |                      |                                  |                                     |  |  |       |  |  | Giovanni I di Borbone |  |  |                     |  |
|                                  |                      | Maria di Berry                   | Giovanni di Valois                  |  |  |       |  |  |                       |  |  |                     |  |
|                                  |                      | Maria di Berry                   | Giovanni di Valois                  |  |  |       |  |  |                       |  |  |                     |  |
|                                  |                      | Maria di Berry                   | Giovanna d'Armagnac                 |  |  |       |  |  |                       |  |  |                     |  |
| Gilberto di Borbone-Montpensier  |                      | Maria di Berry                   |                                     |  |  |       |  |  |                       |  |  |                     |  |
|                                  |                      | Bertrando V de La Tour           | Bertrando IV de La Tour             |  |  |       |  |  |                       |  |  |                     |  |
|                                  |                      | Bertrando V de La Tour           | Bertrando IV de La Tour             |  |  |       |  |  |                       |  |  |                     |  |
|                                  |                      | Bertrando V de La Tour           | Maria I d'Alvernia                  |  |  |       |  |  |                       |  |  |                     |  |
| Gabrielle de La Tour d'Auvergne  |                      | Bertrando V de La Tour           |                                     |  |  |       |  |  |                       |  |  |                     |  |
|                                  |                      | Jacquette du Peschin             | Luigi du Peschin                    |  |  |       |  |  |                       |  |  |                     |  |
|                                  |                      | Jacquette du Peschin             | Luigi du Peschin                    |  |  |       |  |  |                       |  |  |                     |  |
|                                  |                      | Jacquette du Peschin             | Yseul de Sully                      |  |  |       |  |  |                       |  |  |                     |  |
| Carlo III di Borbone-Montpensier |                      | Jacquette du Peschin             |                                     |  |  |       |  |  |                       |  |  |                     |  |
|                                  | Ludovico III Gonzaga | Gianfrancesco Gonzaga            |                                     |  |  |       |  |  |                       |  |  |                     |  |
|                                  | Ludovico III Gonzaga | Gianfrancesco Gonzaga            |                                     |  |  |       |  |  |                       |  |  |                     |  |
|                                  | Ludovico III Gonzaga | Paola Malatesta                  |                                     |  |  |       |  |  |                       |  |  |                     |  |
| Federico I Gonzaga               | Ludovico III Gonzaga |                                  |                                     |  |  |       |  |  |                       |  |  |                     |  |
|                                  |                      | Barbara di Brandeburgo           | Giovanni l'Alchimista               |  |  |       |  |  |                       |  |  |                     |  |
|                                  |                      | Barbara di Brandeburgo           | Giovanni l'Alchimista               |  |  |       |  |  |                       |  |  |                     |  |
|                                  |                      | Barbara di Brandeburgo           | Barbara di Sassonia-Wittenberg      |  |  |       |  |  |                       |  |  |                     |  |
| Chiara Gonzaga                   |                      | Barbara di Brandeburgo           |                                     |  |  |       |  |  |                       |  |  |                     |  |
|                                  |                      | Alberto III di Baviera           | Ernesto di Baviera-Monaco           |  |  |       |  |  |                       |  |  |                     |  |
|                                  |                      | Alberto III di Baviera           | Ernesto di Baviera-Monaco           |  |  |       |  |  |                       |  |  |                     |  |
|                                  |                      | Alberto III di Baviera           | Elisabetta Visconti                 |  |  |       |  |  |                       |  |  |                     |  |
| Margherita di Baviera            |                      | Alberto III di Baviera           |                                     |  |  |       |  |  |                       |  |  |                     |  |
|                                  |                      | Anna di Braunschweig-Grubenhagen | Erich I di Braunschweig-Grubenhagen |  |  |       |  |  |                       |  |  |                     |  |
|                                  |                      | Anna di Braunschweig-Grubenhagen | Erich I di Braunschweig-Grubenhagen |  |  |       |  |  |                       |  |  |                     |  |
|                                  |                      | Anna di Braunschweig-Grubenhagen | Elisabetta di Brunswick-Göttingen   |  |  |       |  |  |                       |  |  |                     |  |
|                                  |                      | Anna di Braunschweig-Grubenhagen |                                     |  |  |       |  |  |                       |  |  |                     |  |